# Peter Sarstedt
Peter Eardley Sarstedt (Delhi, 10 december 1941 – Sussex, 8 januari 2017) was een Brits singer-songwriter.

## Levensloop
Sarstedt werd geboren in India, waar zijn ouders werkten voor het Britse bestuur van de toenmalige kolonie. In 1954 verhuisde de familie naar Engeland. Sarstedt was een broer van de zangers Robin Sarstedt en Richard Sarstedt (alias Eden Kane).
Peter Sarstedt scoorde begin 1969 een wereldhit met Where Do You Go To (My Lovely)?. Het lied over een meisje van arme komaf dat zich opwerkte tot lid van de Europese jetset was een nummer 1-hit  in veertien landen. Hetzelfde jaar had hij een bescheidener succes met Frozen orange juice. Hij bleef optreden en nieuwe albums uitbrengen, maar het succes van zijn eerste hit wist hij niet te evenaren. Het gebruik van Where do you go to my lovely in de films Hotel Chevalier en The Darjeeling Limited van regisseur Wes Anderson zorgde in 2007 voor een opleving in de loopbaan van Sarstedt. In 2013 verscheen zijn laatste album Restless Heart, een compilatie van niet eerder uitgebrachte oude nummers.
Sarstedt was van 1969 tot 1974 getrouwd met de Deense Anita Atke en later met Joanna Meill met wie hij twee kinderen had. Hij overleed in 2017 op 75-jarige leeftijd. De laatste jaren van zijn leven leed Sarstedt aan de ziekte progressieve supranucleaire parese (PSP) en verbleef hij in een verzorgingstehuis.

## NPO Radio 2 Top 2000
| Nummer met noteringen in de NPO Radio 2 Top 2000 | '99 | '00  | '01  | '02  | '03 | '04  | '05 | '06 | '07  | '08 | '09  | '10  | '11  | '12  | '13  | '14  | '15  | '16  | '17  | '18  | '19  |
| ------------------------------------------------ | --- | ---- | ---- | ---- | --- | ---- | --- | --- | ---- | --- | ---- | ---- | ---- | ---- | ---- | ---- | ---- | ---- | ---- | ---- | ---- |
| Where Do You Go To (My Lovely?)                  | 748 | 1051 | 1495 | 1052 | 912 | 1059 | 934 | 936 | 1083 | 981 | 1342 | 1192 | 1532 | 1324 | 1502 | 1518 | 1685 | 1748 | 1390 | 1903 | 1879 |

1. ↑  Een vetgedrukt getal geeft de hoogste notering aan.
2. ↑  Deze tabel is bijgewerkt tot en met de laatste editie (2024).